# Szimigi
Szimigi – jeden z bogów panteonu mitologii huryckiej. Bóstwo solarne, którego kult powiązany był z bóstwem lunarnym – Kuszuhem. Bóg słońce, Szimigi, przejął wiele cech akadyjskiego Szamasza, odpowiednika Utu w Sumerze. Uznawany był za boga wyroczni i wróżb. Jego małżonką była Aja, bóstwo zapożyczone z mitologii Mezopotamii, która uznawana była tam za małżonkę Szamasza.